# Дробоструминна обробка

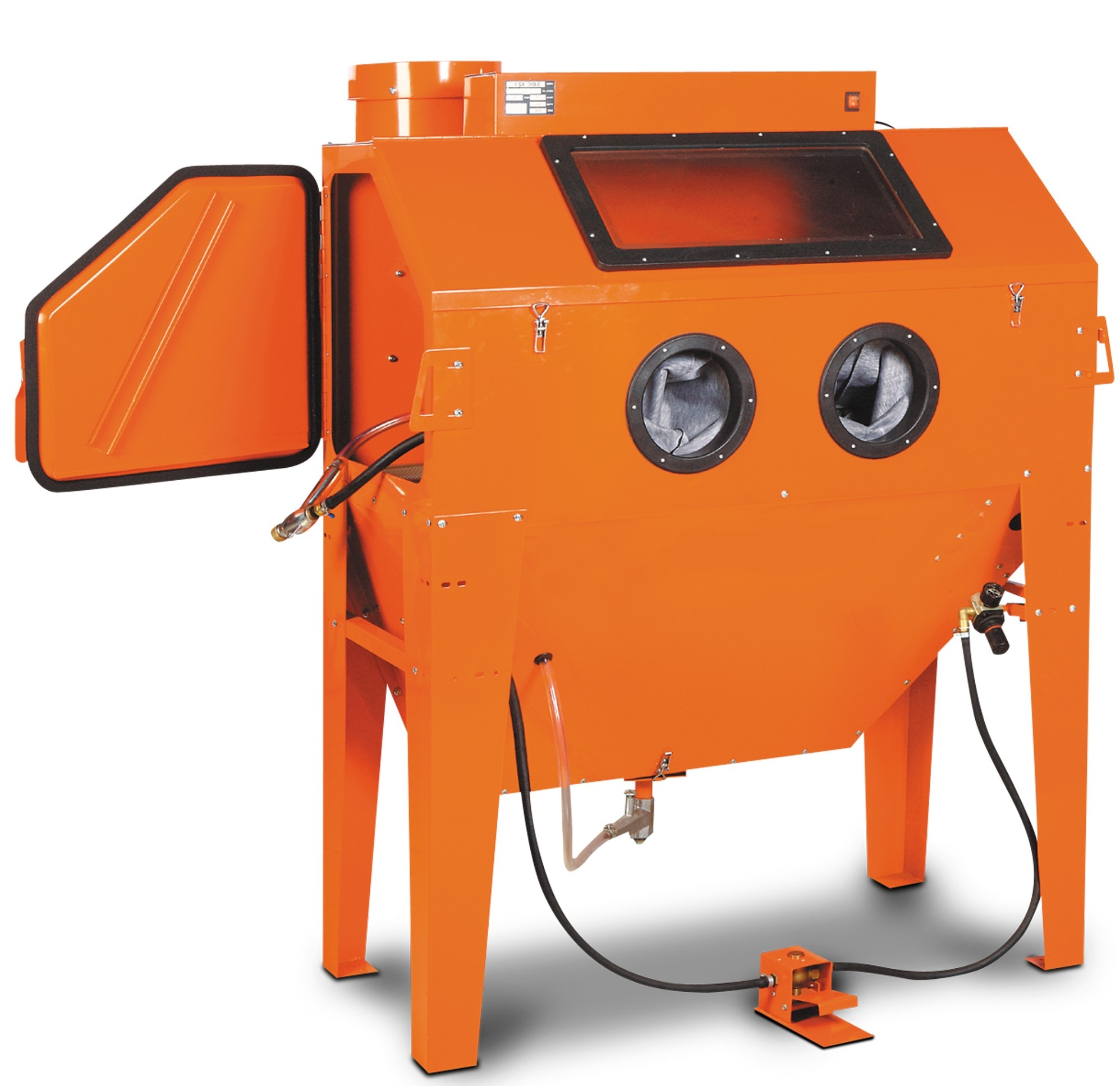
Кабіна для абразивоструминного очищення

Дробоструминна обробка і очистка  є одним із основних способів підготовки поверхні металевих виробів під захисне неметалеве покриття (полімерне, скловидне, керамічне, склокристалічне, гумове і т. д.).
Дробоструминна обробка — це процес масового швидкісного впливу потоку металевих гранул (дробинок) на оброблювану поверхню, в результаті якого руйнується (зношується) і зміцнюється поверхневий шар вибору.

## Історія
Дробоструминне очищення поверхонь має тривалу історію розвитку і знаходиться в полі активної уваги дослідників. В основу таких досліджень покладена теорія удару (взаємодії) твердих тіл, зокрема, в роботах В. Гольдсміта, М. О. Кільчевського, І. Р. Клейса, Я. Г. Пановко та інших. Вагомий внесок в розвиток
теорії і практики абразивної і струминно-абразивної обробки виробів внесли: О. О. Анділахай і його наукова школа, М. Г. Ісупов, О. Є. Проволоцький, А. С. Пічко та ін.

## Загальний опис
Дробоструминна обробка дозволяє не тільки видалити з оброблюваної поверхні іржу, окалину, пригар, формовочну землю, зварний флюс і т. ін., але і сформувати на ній рівномірну шорсткість необхідних геометричних розмірів, а також активувати очищену поверхню, що позитивно відбивається на міцності зчеплення ґрунтового шару захисного покриття з металевою основою.
Дробоструминна очистка здійснюється потоком технічного дробу, котрий з допомогою стиснутого повітря розганяється до швидкості ≤160 м/с через спеціально спрофільовані канали сопла і в вигляді конічного дробоструминного факела направляється на оброблювану поверхню під кутом =50…70º. Дробоструминні сопла живляться від дробоструминних апаратів нагнітальної або всмоктуючої дії. Пристрої нагнітальної дії мають вищий коефіцієнт корисної дії ≈70 % і забезпечують швидкість вильоту дробу ≥30 м/с, тоді як пристрої всмоктуючої дії мають коефіцієнт корисної дії ≤40 % і швидкість вильоту дробинок меншу 30 м/с. Використання того чи іншого пристрою диктується техніко-економічними вимогами. Дробоструминне очищення є екологічно прийнятним способом струминно-абразивної обробки, оскільки утворений при цьому металевий пил добре утилізується й не забруднює довколишню атмосферу. Проте досить ефективне та економічно вигідне дробоструминне очищення має один істотний недолік: високі швидкості атакуючих і рикошетуючих дробинок, що несе небезпеку для обслуговчого персоналу. Тому дробоструминне очищення виконують в спеціальних технологічних комплексах, оснащених автоматичними маніпуляторами. Механічні руки автоматичних маніпуляторів переміщують дробоструминні сопла по еквідистанті до утворених кривих оброблюваної поверхні на відстані, яка забезпечує найбільш вигідну швидкість атаки. При цьому відбиток дробоструминного факела переміщують по оброблюваній поверхні з певною швидкістю подачі, яка дозволяє знімати необхідний припуск. Для виробів з низьковуглецевих сталей величина припуску з економічних міркувань не повинна перевищувати 0,1 мм.